# Peace in the Valley
Peace in the Valley est une chanson de gospel américaine écrite en 1933 par Thomas A. Dorsey (considéré comme le « père » de la musique gospel moderne). Elle a été rendue populaire par Mahalia Jackson en 1939.
En 1951, une version de Red Foley and the Sunshine Boys atteignit la 7e place au classement Country & Western Best Sellers du magazine américain Billboard. C'était l'un des premiers disques du genre gospel à avoir été vendu à plus d'un million d'exemplaires.
En 1957, cette chanson fut reprise par Elvis Presley sur son premier EP de gospel, Peace in the Valley et Elvis' Christmas Album,. Sortie en single, sa version, intitulé  (There'll Be) Peace in the Valley (for Me), atteignit la 25e place aux États-Unis (dans le Billboard Top 100).
En juin 1989 lors d’un concert aux arènes de Fréjus en France Bob Dylan l’a reprise